# Invazija na Kurilske otoke
Invazija na Kurilske otoke bila je sovjetska vojna operacija u Drugom svjetskom ratu u sklopu njihova zauzimanja Mandžurije. Invazija je izvedena nakon što su Sovjeti odustali od iskrcavanja na japanski otok Hokkaido. Operaciju su od 18. kolovoza do 1. rujna 1945. godine provodile 87. pješačka divizija i 128. padobranska divizija pod zapovjedništvom generala pukovnika Ksenofontova. Glavna sovjetska opskrbna luka bila je Petropavlovsk na Kamčatki. 
Uspješnim operacijama u Mandžuriji i južnom Sahalinu, Sovjeti su stvorili potrebne preduvjete za invaziju na Kurilske otoke koje su prethodno okupirale snage Japanskog Carstva. Japanske obrambene jedinice uglavnom su se sastojale od pridošlih pojačanja s obližnjih otoka. Prvobitno sovjetsko izviđanje izvedeno je 18. kolovoza nakon čega je uslijedio prvi val iskrcavanja trupa u zaljevu Rubetzu na otoku Iturup. 
Istog dana iskrcavanje je nastavljeno i na otocima Kunashir, Urup i Shikotan te na pet manjih obližnjih otoka. 23. kolovoza garnizon od 20 000 japanskih vojnika predaje se u sklopu skorašnje kapitulacije Japana. Do 1. rujna svi su otoci bez ikakvog otpora okupirani. Nakon raspada Sovjetskog Saveza otoci su pripojeni Rusiji te još uvijek ostaju sporno područje, a Japan i dalje zahtjeva njihov povrat.

## Vanjske poveznice
- (rus.) Invazija na Kurilske otoke  Arhivirana inačica izvorne stranice od 3. ožujka 2016. (Wayback Machine)